# Andreas Kirchner
Andreas Kirchner (ur. 17 sierpnia 1953 w Erlbach-Kirchberg, zm. 10 listopada 2010 w Suhl) – niemiecki bobsleista, dwukrotny medalista olimpijski w czwórkach.
Reprezentował barwy NRD. Karierę sportową rozpoczął od lekkoatletyki, specjalizował się w rzucie młotem (rekord życiowy 65,22 m.). Bobsleistą został w 1977. Startował na dwóch igrzyskach olimpijskich (IO 80, IO 84) i na obu zdobywał medale. W 1980 był członkiem drugiego boba DRR, prowadzonego przez Horsta Schönau. Cztery lata później znajdował się w zwycięskiej załodze Wolfganga Hoppe. Dwa razy stawał na podium mistrzostw świata w dwójkach (1981 i 1982, z Schönau).